# Cocurès
Cocurès (okzitanisch gleichlautend) war eine französische Gemeinde mit 190 Einwohnern (Stand 1. Januar 2017) im Département Lozère in der Region Okzitanien.
Das Gebirgsdorf gehört zur Gemeinde Bédouès-Cocurès liegt auf ca. 600 Metern Höhe.
Die Gemeinde Cocurès wurde am 1. Januar 2016 mit Bédouès zur Commune nouvelle Bédouès-Cocurès zusammengeschlossen. Seither ist sie eine Commune déléguée und der Standort der Mairie.

## Geographie
Sie liegt im südlichen Zentralmassiv in der Naturlandschaft der Cevennen. Der höchste Berg der Cevennen, der Mont Lozère liegt etwa 15 km nordöstlich von Cocurès. Das Dorf liegt hoch über dem  Oberlauf des Flusses Tarn.